# Demi Lovato: Live: Walmart Soundcheck
Demi Lovato: Live: Walmart Soundcheck CD+DVD är den amerikanska sångare/låtskrivaren Demi Lovatos första livealbum. Det släpptes exklusivt av Wal-Mart i USA den 10 november 2009. Det spelades in den 26 maj 2009 i Burbank, Kalifornien. Hens framträdande spelades in innan hen for till Sydamerika för  att turnera med bandet Jonas Brothers.

## Promotion
Demi spelade in soundchecken för att marknadsföra sitt andra studioalbum Here We Go Again, som släpptes ungefär två månader efter inspelningen. Vid framträdandet så sjöng hen tre sånger från det nya albumet; de två singlarna "Here We Go Again" och "Remember December", samt "Solo". Hen framförde även de tidigare singlarna "Get Back", La La Land" och "Don't Forget". Lovato laddade upp klippet när hen framförde "Remember December" på sitt officiella Youtube-konto den 15 juli 2009, en vecka innan albumreleasen. 

## Låtlista
| 1.           | Don't Forget      | 3:30  |
| 2.           | Get Back          | 3:21  |
| 3.           | Here We Go Again  | 3:41  |
| 4.           | La La Land        | 3:11  |
| 5.           | Remember December | 3:10  |
| 6.           | Solo              | 3:01  |
| Total längd: | Total längd:      | 19:54 |

| 1.           | Don't Forget                   | 3:32  |
| 2.           | Get Back                       | 3:21  |
| 3.           | Here We Go Again               | 3:41  |
| 4.           | La La Land                     | 3:14  |
| 5.           | Remember December              | 3:18  |
| 6.           | Solo                           | 3:02  |
| 7.           | Exclusive All Access Interview | 6:45  |
| Total längd: | Total längd:                   | 26:53 |